# توکیو ای‌اس‌پی
توکیو ای‌اس‌پی (東京ESP Tōkyō Īēsupī) یک مجموعه مانگا ژاپنی که توسط هاجیمه سگاوا نوشته و طراحی شده‌است. این مجموعه از فوریه ۲۰۱۰ تا ژوئیه ۲۰۱۶ به‌وسیلهٔ کادوکاوا شوتن در مجله شونن ایس به چاپ می‌رسید و فصل‌های آن در شانزده جلد تانکوبون جمع‌آوری شدند. داستان مجموعه درباره دختری دبیرستانی به نام رینکا اوروشیبا است که همراه با پدر خود در توکیو زندگی می‌کند. رینکا به دلیل فقیر بودن، مجبور بود به صورت نیمه وقت به عنوان پیشخدمت کار کند. اما زندگی او زمانی که دارای قابلیت‌هایی نظیر استفاده از ادراک خارج از احساسات (ای‌اس‌پی) شد، دست خوش تغییر می‌شود.
بر پایه نسخه مانگا یک مجموعه تلویزیونی انیمه ۱۲ قسمتی نیز توسط استودیوی زیبک دستمایه اقتباس قرار گرفت، که برای اولین بار از ۱۱ ژوئیه ۲۰۱۴، در شبکه توکیو ام‌ایکس شروع به پخش شد، و تا سپتامبر ۲۰۱۴ ادامه داشت.

## داستان
شخصیت اصلی داستان یک دختر دبیرستانی معمولی به نام رینکا اوروشیبا که در تنگدستی همراه با پدر خود در توکیو زندگی می‌کرد. برای درآوردن مخارج زندگی، رینکا مجبور بود بعد از مدرسه به عنوان پیشخدمت کار کند. در یکی از روزها، رینکا با اتفاقی عجیبی روبرو می‌شود؛ پنگوئنی در حال پرواز در آسمان می‌بیند و وقتی آن را تا بالای برج توکیو دنبال می‌کند، به طور ناگهانی ماهی درخشانی که در هوا شناور بود در پیش روی او ظاهر می‌شود. در این بین یکی از ماهی‌ها از درون بدن رینکا عبور می‌کند و او از هوش می‌رود. هنگامی که آگاهی خود را بدست می‌آورد، متوجه می‌شود دارای قدرت خارق‌العادهٔ حرکت از درون اشیاء شده‌است. در ابتدا، رینکا تصور می‌کرد دچار توهم شده است، اما وقتی دید که پیشخدمت دیگری به نام کیوتارا شاهد این رویدادها بوده و او نیز دارای قدرت دورنوردی شده است به واقعیت این مسئله پی می‌برد. سپس آن‌ها تصمیم می‌گیرند با کسانی که از نیروی ای‌اس‌پی خود دست به اعمال شیطانی بزنند، مبارزه کنند.